# Nikolaos Kalogeropoulos

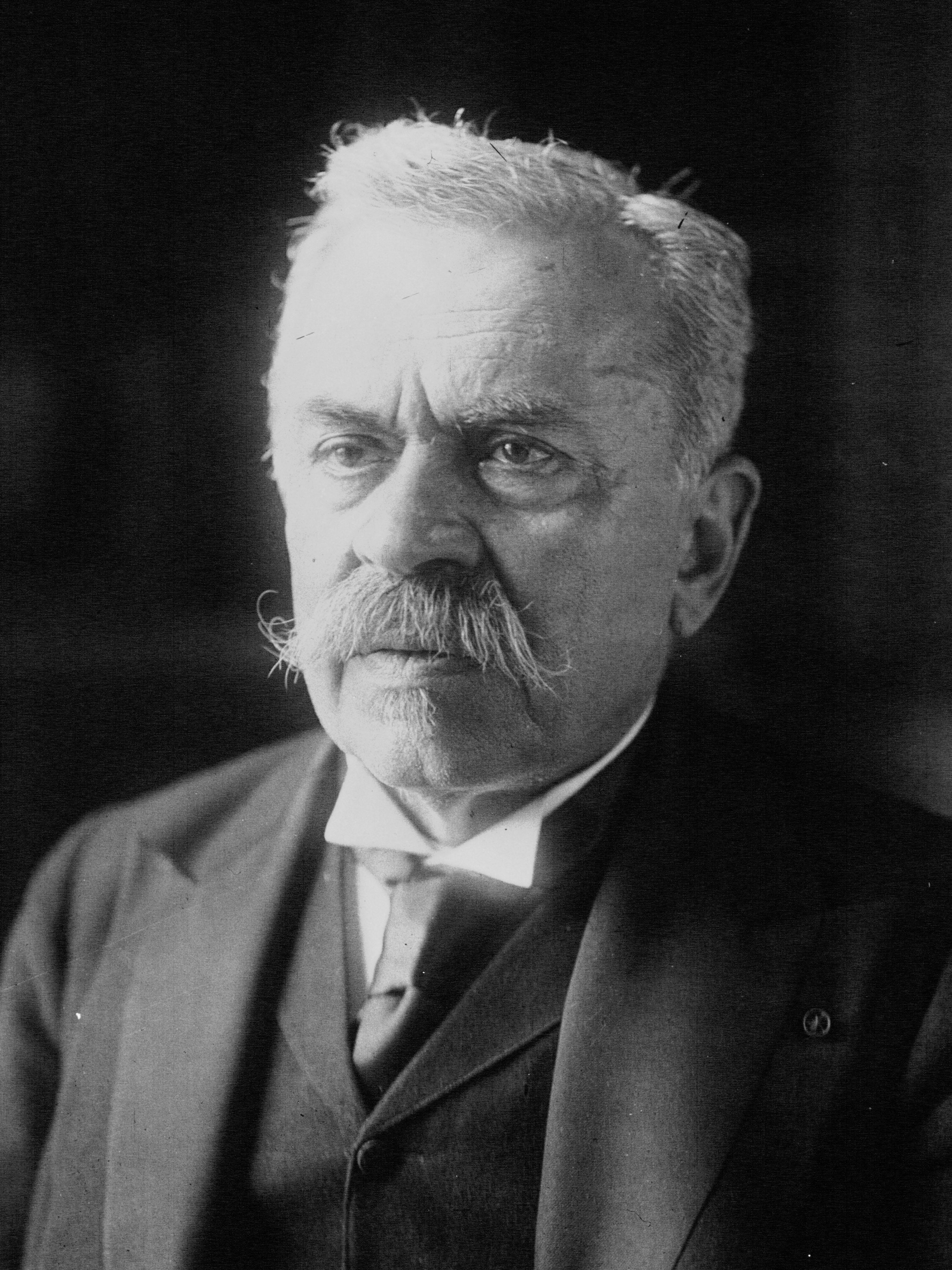
Nikolaos Kalogeropoulos in 1921.

Nikolaos Kalogeropoulos (Grieks: Νικόλαος Καλογερόπουλος) (Chalkis, 23 juli 1851 - Athene, 7 januari 1927) was een Grieks eerste minister.

## Levensloop
Geboren in Chalkis, ging Nikolaos Kalogeropoulos rechten studeren in Athene en Parijs. Hij werd verschillende keren verkozen in het Parlement van Griekenland en was minister in verschillende conservatieve regeringen. Hij werd geassocieerd met de Volkspartij.
Van 16 september tot 10 oktober 1916 en van 6 februari tot 8 april 1921 leidde Kalogeropoulos tweemaal een voorlopige regering. In 1927 stierf hij in Athene.
- Bibliothèque nationale de France: cb16670875k (data)
- Gemeinsame Normdatei: 141842245
- International Standard Name Identifier: 0000 0004 4884 646X
- Virtual International Authority File: 142652045
- WorldCat: E39PBJfmkX8Q3FmkpM6YRH86Kd